# Xanthodes emboloscia
Xanthodes emboloscia är en fjärilsart som beskrevs av Turner 1902. Xanthodes emboloscia ingår i släktet Xanthodes och familjen trågspinnare. Inga underarter finns listade i Catalogue of Life.